# Lebendimpfstoff
Ein Lebendimpfstoff, genannt auch Lebend-Vakzine, besteht im Gegensatz zum Totimpfstoff aus sehr geringen Mengen funktionsfähiger Keime. Sie sind so abgeschwächt (attenuiert), dass sie sich zwar noch vermehren, die Krankheit aber bei immunkompetenten Impflingen nicht mehr auslösen können (Verlust mancher Virulenzfaktoren). Diese (genetischen) Veränderungen können natürlicherweise erfolgen (spontane Mutationen) oder durch gentechnische Veränderung. Verabreicht wird ein Lebendimpfstoff als Spritzimpfung (Injektion) oder als Schluckimpfung (oral).
Falls es sich bei den Krankheitserregern um Viren handelt, ist die Bezeichnung „Lebendimpfstoff“ streng genommen nicht korrekt, da Viren keine Lebewesen sind. Die Bezeichnung hat sich aber trotzdem wie im angelsächsischen Sprachraum (beispielsweise in „Live attenuated influenza virus vaccine“, LAIV) durchgesetzt.

## Vor- und Nachteile gegenüber Totimpfstoffen
Ein Vorteil ist, dass Lebendimpfungen eine natürliche Infektion imitieren und der Schutz nach einer Grundimmunisierung lange oder auch lebenslang anhält. Die Immunreaktion kann humoral oder zellvermittelt sein. Für immungeschwächte Personen ist er allerdings nicht geeignet, da bei einer Immunschwäche die Impferreger sich zu stark ausbreiten. Ein weiterer Nachteil ist, dass die Impfung ähnliche Beschwerden wie die Krankheit selbst hervorrufen könnte, allerdings geschieht das nur sehr selten. Wenn doch, dann fallen sie meist sehr schwach aus und dauern nur wenige Tage an. Im Vergleich zu früher sind die heutigen Lebendimpfungen sehr gut verträglich. Die in Europa aufgegebene Polio-Schluckimpfung hatte in extremen Einzelfällen gar dauerhafte Lähmungen im Sinne einer Impfpoliomyelitis ausgelöst. Außerdem könnten die Impfviren Rückmutationen erfahren.

## Schwangerschaft und Stillzeit
Nach aktuellen Empfehlungen des in Deutschland dafür zuständigen Robert Koch-Instituts sollte eine Schwangerschaft mindestens einen Monat nach Impfung mit Lebendimpfstoffen vermieden werden. Während der gesamten Schwangerschaft sind Lebendimpfstoffe kontraindiziert. Hunderte kurz vor oder während der Schwangerschaft durchgeführten Impfungen haben keine kongenitale Fehlbildungen ergeben. Dagegen können fällige Impfungen mit Totimpfstoffen den werdenden Müttern im zweiten und dritten Drittel der Schwangerschaft bedenkenlos verabreicht werden; im ersten Drittel sollten zum Ausschluss jeglichen Risikos für das Kind dagegen nur diejenigen Totstoff-Impfungen vorgenommen werden, die individuell dringend indiziert sind.
In der anschließenden Stillzeit sind Impfungen generell ohne Beschränkungen möglich (außer eine Lebendimpfung gegen Gelbfieber). Bei der Lebendimpfung mit dem Rotavirusimpfstoff sollte eine Stunde nach und vor dem Impfen nicht gestillt werden, um die Wirkung zu optimieren.

## Lebendimpfstoffe
- Masernimpfstoff
- Mumpsimpfstoff
- Rötelnimpfstoff
- Gelbfieberimpfstoff
- Varicellaimpfstoff
- BCG (= Tuberkulose-Impfstoff)
- oraler Typhusimpfstoff
- Rotavirusimpfstoff
- nasaler Influenzaimpfstoff[3]
- oraler Polioimpfstoff
- Pockenimpfstoff
- Choleraimpfstoff
- Dengueimpfstoff

Unterschiedliche Lebendimpfstoffe können gleichzeitig verabreicht werden. Werden sie nicht gleichzeitig verabreicht, ist in der Regel ein Mindestabstand von vier Wochen abzuwarten. Totimpfstoffe erfordern dagegen keine Einhaltung von Mindestabständen, auch nicht zu Lebendimpfstoffen. Dennoch wird in der Literatur grundsätzlich eine gleichzeitige Gabe von Lebend- und Totimpfstoffen bevorzugt, anstatt zuerst mit einem Lebendimpfstoff und Tage später mit einem Totimpfstoff zu impfen. Da Lebendimpfstoffe Interferon induzieren können, würde dies eine weitere Infektion unterdrücken und damit die Wirkung der Totimpfstoffe schmälern. Bei allen Impfstoffen sollte im (seltenen) Fall einer akuten Impfreaktion so lange mit einer erneuten Impfung gewartet werden, bis die Symptomatik abgeklungen ist.